# 瑞利 (单位)
瑞利（英語：或），又译为瑞立、雷耳，简称瑞或雷，是比声阻抗（specific acoustic impedance）或特征声阻抗（characteristic acoustic impedance）的单位，得名于第三代瑞利男爵。
在光度学中另有一个名为“瑞利”的单位，与本单位并无联系，其得名于第三代瑞利男爵之子第四代瑞利男爵。

## 解释

### 比声阻抗
当声波在介质中传播时声压会造成介质中粒子的振动。比声阻抗即声压与粒子速度之比：
{\displaystyle {{\underline {Z}}(\mathbf {r} ,\omega )={\frac {{\underline {p}}(\mathbf {r} ,\omega )}{{\underline {v}}(\mathbf {r} ,\omega )}}}}
其中{\displaystyle {\underline {Z}}}、{\displaystyle {\underline {p}}}与{\displaystyle {\underline {v}}}分别为比声阻抗、声压以及粒子速度的相量，{\displaystyle \mathbf {r} }为位置向量，{\displaystyle \omega }为频率。

### 特征声阻抗
瑞利还可用作特征声阻抗的单位。特征声阻抗是介质本身的固有性质：
{\displaystyle {Z_{0}=\rho _{0}c_{0}}}
其中{\displaystyle {Z_{0}}}为特征声阻抗，{\displaystyle {\rho _{0}}}与{\displaystyle {c_{0}}}则分别为介质在未扰动状态下（即没有声波传播时）的密度与声速。
在粘性介质中声压与速度之间会产生相位差，此时比声阻抗{\displaystyle {\underline {Z}}}与特征声阻抗{\displaystyle {Z_{0}}}也会相应地出现差异。

### MKS单位与CGS单位
米-千克-秒制（MKS）或厘米-克-秒制（CGS）下的声阻抗单位都被称作“瑞利”，但实际上是两个不同的单位：
- 在MKS制下，1瑞利为1帕斯卡-秒每米：[1]

{\displaystyle {\rm {1~Rayl_{MKS}=1~{\frac {N\cdot s}{m^{3}}}=1~{\frac {Pa\cdot s}{m}}=1~{\frac {kg}{s\cdot m^{2}}}}}}
- 在CGS制下，1瑞利为1巴利-秒每厘米：

{\displaystyle {\rm {1~Rayl_{CGS}=1~{\frac {dyn\cdot s}{cm^{3}}}=1~{\frac {ba\cdot s}{cm}}=1~{\frac {g}{s\cdot cm^{2}}}}}}
对于同样的声阻抗，MKS制下的瑞利值会比CGS制下的瑞利值小10倍。